# Parco nazionale di Outamba-Kilimi

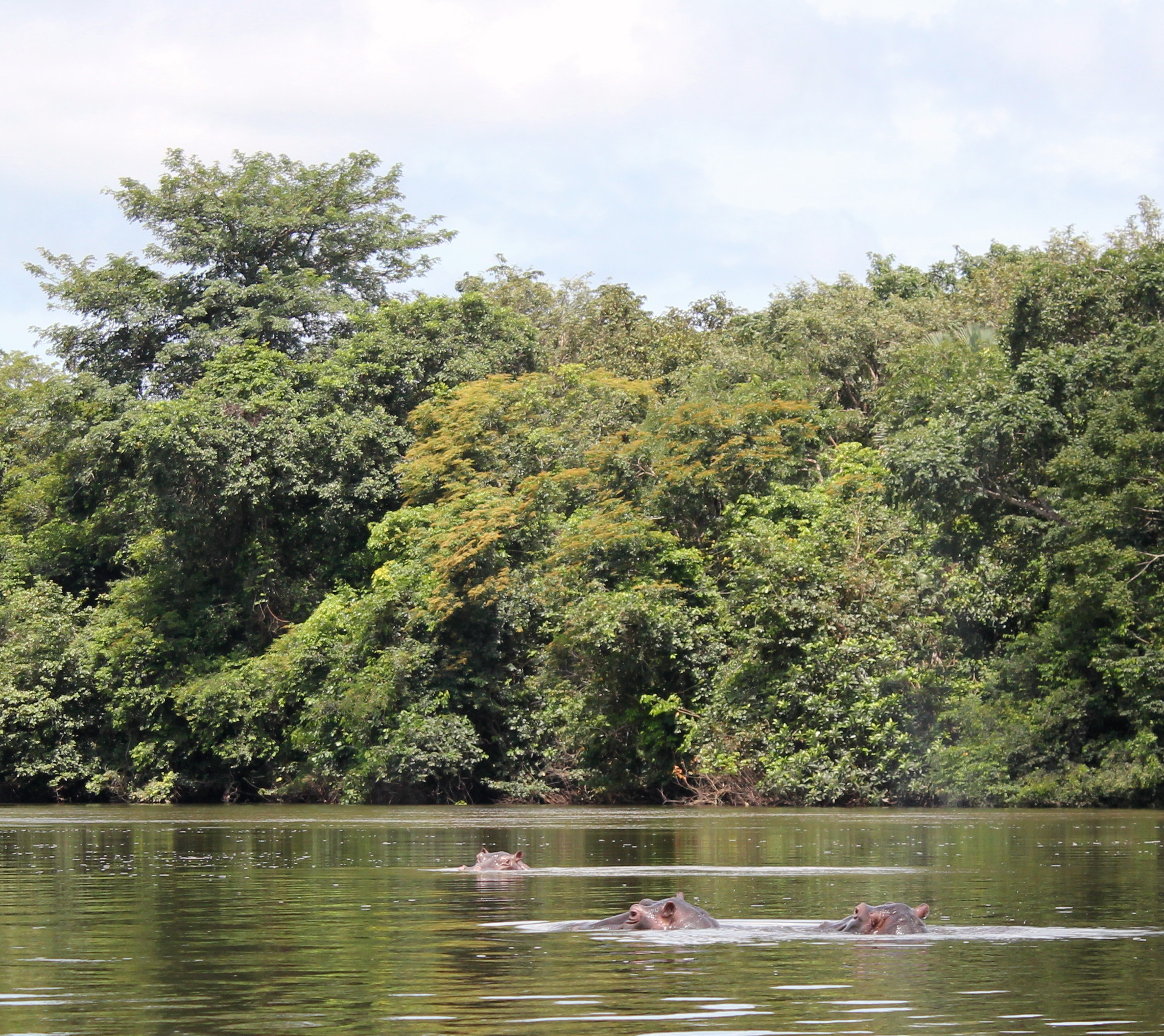
Ippopotami nel parco

Il parco nazionale di Outamba-Kilimi (in inglese Outamba-Kilimi National Park) si trova nel nord-ovest della Sierra Leone, vicino al confine con la Guinea. Essendo uno dei pochi parchi nazionali del paese, è una delle sue principali mete turistiche. Istituito nel 1986 (e divenuto parco nazionale nel 1995), presenta un paesaggio caratterizzato da savana umida e da zone di foresta primaria con alcune colline (tra cui l'Outamba) e numerosi fiumi (tra cui il Kilimi).
Il parco è diviso in due aree, Outamba (741 km²) e Kilimi (368 km²), che distano pochi chilometri l'una dall'altra. Generalmente i turisti soggiornano nell'area di Outamba.
Il parco è raggiungibile con un fuoristrada (assolutamente necessario) attraverso Makeni e Kamakwie, ma anche con un breve viaggio in battello attraverso il fiume Little Scarcies. Una volta giunti sull'altra riva, c'è un cartello che conduce (sulla destra) al parco nazionale, dove si trovano il campo e il centro visitatori.

## Flora e fauna
Durante i dieci anni di guerra civile, numerosi animali del parco nazionale sono stati uccisi dai ribelli a scopo alimentare. Tra questi vi erano anche molte specie protette da accordi internazionali. Negli ultimi cinque anni, tuttavia, la popolazione della maggior parte delle specie animali è nuovamente aumentata.
Nel parco vivono nove specie di scimmie, comprese specie minacciate come lo scimpanzé, il colobo ferruginoso, il colobo orsino e il cercocebo moro. Secondo l'ultimo censimento del 2010, la popolazione di scimpanzé del parco nazionale supera le 1000 unità.
Outamba-Kilimi è una delle ultime roccaforti per i grandi animali dell'Africa occidentale. Gli ippopotami sono presenti e, con un po' di fortuna, si possono vedere elefanti, leopardi, bonghi e coccodrilli, oltre a varie specie di cefalofi.
Il parco nazionale è un vero paradiso per gli ornitologi. Vi sono state registrate almeno 105 specie di uccelli.

## Turismo

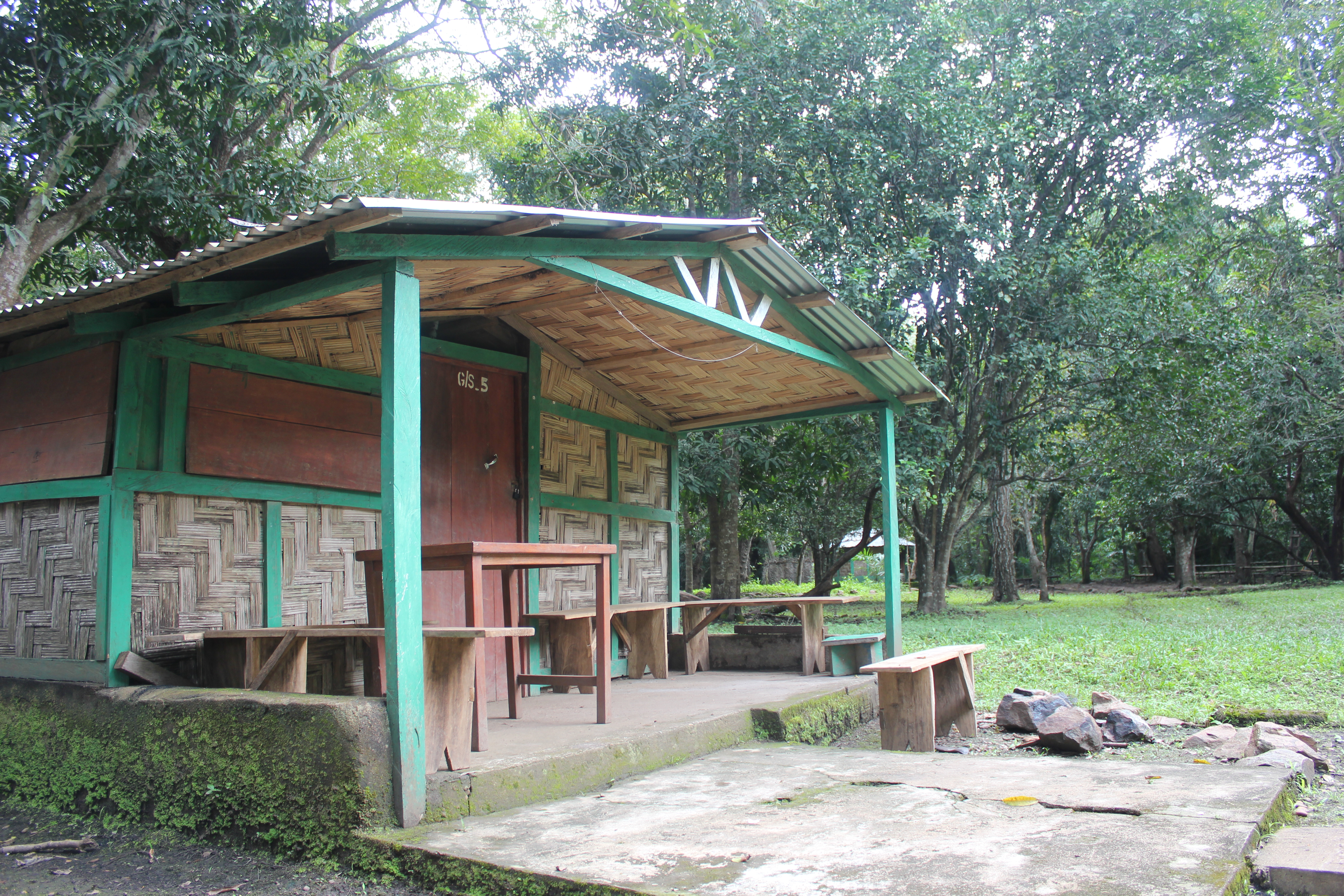
Alloggi turistici nel parco

All'interno del parco è possibile soggiornare in alcune tende installate in modo permanente con servizi igienici in comune. Non c'è elettricità o acqua potabile ed è necessario portare con sé il cibo. Da qui è possibile prendere parte a tour organizzati in canoa e ad escursioni attraverso la foresta pluviale tropicale e la savana umida.
Fuori dal parco ci sono sistemazioni molto semplici a circa 15 chilometri di distanza, a Kamakwie.